# Lichtenauer Erklärung
Die Lichtenauer Erklärung ist das Schlussdokument einer Dialogveranstaltung zwischen Freimaurern aus Deutschland, Österreich und der Schweiz und Vertretern der römisch-katholischen Kirche in Lichtenau, Oberösterreich, vom 3. Juli bis 5. Juli 1970. Das Dokument beschreibt die Haltung der Freimaurerei zur katholischen Kirche, ist „eine umfassende Erklärung von freimaurerischer Seite“. Es wurde von den kirchlichen Dialogteilnehmern mit unterschrieben, doch erhielt die Lichtenauer Erklärung seither „keinerlei kirchliche Autorisierung“.

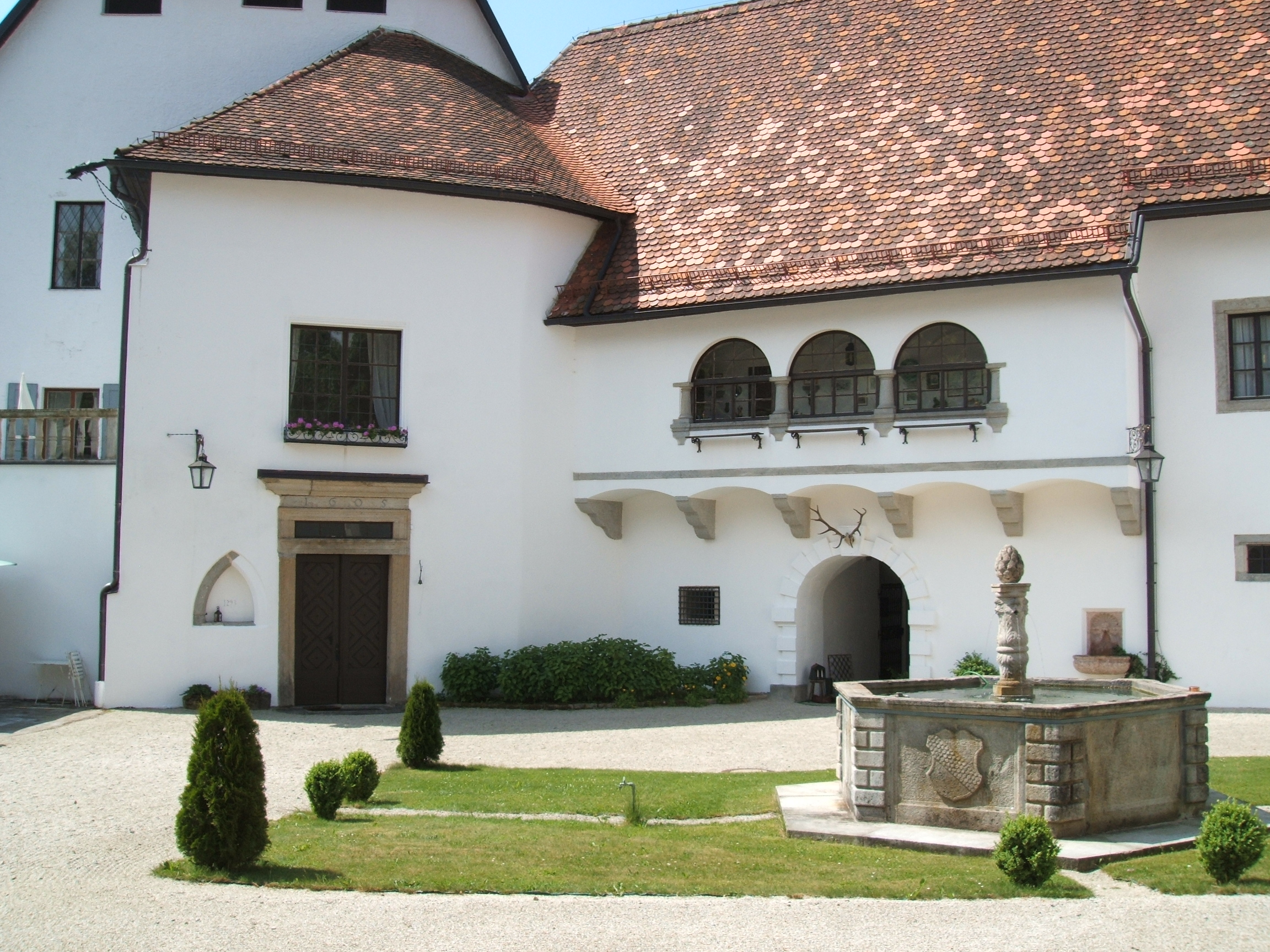
Schloss Lichtenau. Im sogenannten Palas wurde die „Lichtenauer Erklärung“ unterzeichnet

## Vorgeschichte: Das II. Vatikanum und Nachwirkungen
Das Zweite Vatikanische Konzil, „Vaticanum II“, begonnen 1961 unter Papst Johannes XXIII., beendet unter Papst Paul VI. im Jahr 1965, führte zu einer Aktualisierung kirchlich-dogmatischer Grundsätze, beispielsweise zur Akzeptanz der Religionsfreiheit. Dazu gehört auch: Ökumenische Öffnung (Nicht-Katholiken waren als Beobachter eingeladen), Öffnung zur Welt, Dialog mit den Nichtchristen (Anerkennung ethischer und religiöser Werte außerhalb der Kirche).
Das kanonische Kirchenrecht (CIC) bestimmte zum Zeitpunkt des Konzils, mit Stand seit 1917, dass ein Katholik allein schon durch den Eintritt in eine freimaurerische Vereinigung automatisch (ipso facto) exkommuniziert sei. Während des Konzils wollte eine Gruppe von Bischöfen um Erzbischof Lefebvre erneut eine Verurteilung der Freimaurer – wozu es aber nicht kam. Die Schrift Gaudium et spes (Freude und Hoffnung) behandelt unter Punkt 92 den Wunsch, mit Menschen, die der Kirche nicht angehören, in einen Dialog zu treten, sofern sie „… hohe Güter oder Humanität pflegen …“. Ein Beschluss für einen formalen Dialogbeginn mit der Freimaurerei ist den Abschlussdokumenten des Konzils aber nicht zu entnehmen.
Das II. Vatikanum hatte gleichwohl Nachwirkungen: Die vom Konzil deklarierte Humanität, die Toleranz und die geforderte Gewissens- und Religionsfreiheit waren der Boden, auf dem eine Annäherung zwischen der Kirche und der Freimaurerei versucht werden konnte. Zuständig für einen Dialog mit den Freimaurern wurde das unter der Leitung des Wiener Kardinals König stehende „Römische Sekretariat für die Nichtglaubenden“. Im Einvernehmen mit der Glaubenskongregation (Präfekt: Franjo Kardinal Šeper) wurden vier Theologen berufen (de Toth, Schwarzbauer, Vorgrimler, Wodka, Funktionen s. u.), die sich mit vier Vertretern der Vereinigten Großlogen von Deutschland (VGLvD) (Vogel, Appel, Walter, Hoede, Funktionen s. u.), zeitweilig unterstützt von Vertretern der Freimaurerlogen aus Österreich und der Schweiz, zu ersten Dialoggesprächen in den Jahren 1968 bis 1970 trafen. Am 26. Februar 1968 wandte sich die Glaubenskongregation mit einem „Fragenkatalog hinsichtlich der Freimaurerei“ an viele Bischöfe weltweit. Danach gab es Gespräche zwischen Kardinal König und dem österreichischen deputierten Großmeister der Freimaurer Kurt Baresch (23. März 1968), und dem Großmeister der VGLvD Theodor Vogel (14. Oktober 1968). Es folgten bis 1970 Dialoggespräche in Innsbruck, Augsburg, Kloster Einsiedeln (Schweiz) und letztlich in Lichtenau.

## Ziele, Kernsätze und Verbleib der Lichtenauer Erklärung
Bei der Vorbereitung der Lichtenauer Gespräche war strenge Vertraulichkeit vereinbart worden. Ziel aus kirchlicher Sicht war ein „Pro Memoria“ (Zur Erinnerung), das von Kardinal König über Franjo Šeper zum Papst gelangen sollte. Dieses Pro Memoria sollte z. B. enthalten: die Bekundung des Interesses der Freimaurer, „das Verhältnis zwischen Kirche und Freimaurerei auf eine neue Ebene zu stellen“, sowie „eine Schilderung über das Verhältnis zur Religion und zur katholischen Kirche“. Aus Sicht der Freimaurer kam es darauf an, dass die Kirche ihr negatives Urteil aufgibt und dass die Strafbestimmung des CIC über die unvermittelt wirksame Exkommunizierung, Canon 2335, überprüft wird.
Die Kernsätze der Erklärung vom 5. Juli 1970 sind:
- Die Freimaurer haben keine gemeinsame Gottesvorstellung. Freimaurerei ist keine Religion und lehrt keine Religion.
- Die Freimaurer huldigen dem Grundsatz der Gewissens-, Glaubens- und Geistesfreiheit und verwerfen jeden Zwang, der diese Freiheit bedroht. Sie achten jedes aufrichtige Bekenntnis und jede ehrliche Überzeugung. Sie verwerfen jegliche Diskriminierung Andersdenkender.

Die Lichtenauer Erklärung gipfelt in folgender Schlussaussage (IX):
- „Wir sind der Auffassung, daß die päpstlichen Bullen, die sich mit der Freimaurerei befassen, nur noch eine geschichtliche Bedeutung haben und nicht mehr in unserer Zeit stehen. Wir meinen dies auch von den Verurteilungen des Kirchenrechtes (CIC), weil sie sich nach dem Vorhergesagten gegenüber der Freimaurerei einfach nicht rechtfertigen lassen von einer Kirche, die nach Gottes Gebot lehrt, den Bruder zu lieben.“

Es bestand Einigkeit unter allen Dialogteilnehmern, den Freimaurern aus Deutschland, Österreich und der Schweiz wie auch den Kirchenvertretern, im Verständnis von Gottes Gebot zur Bruderliebe.
Beraten wurde die Lichtenauer Erklärung durch die Vertreter der (regulären) Freimaurer-Großlogen in Deutschland, Österreich und der Schweiz sowie die Vertreter des Vatikans, Angehörige der „theologischen Kommission der Katholischen Kirche“ unter Franz König, der zeitweilig am Dialog beteiligt war. Mit ihrer Unterschrift nahmen die katholischen Dialogteilnehmer die Erklärung der Freimaurer zustimmend zur Kenntnis. Die in der Literatur gelegentlich zu findende Ansicht, Franz König habe für die katholische Kirche mit unterschrieben, ist unrichtig: Er hat die Erklärung nicht unterschrieben, nahm sie aber entgegen und „informierte Rom über den Inhalt“. Schrefler zitiert: „… Kardinal König nimmt die Erklärung mit Dank entgegen … Er wiederholt dabei, daß ihm von höchster Stelle zu verstehen gegeben worden sei, dass im Canon der Kirche die Verdammung der Freimaurerei nicht mehr enthalten sein werde“.
Die Unterzeichner der Lichtenauer Erklärung vom 5. Juli 1970 waren:
- Die freimaurerischen Dialogteilnehmer
  - Deutschland: Für die Vereinigten Großlogen von Deutschland: Theodor Vogel, Altgroßmeister der VGL, Rolf Appel, Mitglied des Senats der VGL, Ernst Walter, Mitglied des Senats der VGL, Karl Hoede, Altgroßredner
  - Schweiz: Schweizerische Grossloge Alpina, Alfred Roesli, Altgroßsekretär Alpina, Franco Fumagalli, Meister vom Stuhl Alpina
  - Österreich: Kurt Baresch, deputierter Großmeister der Großloge Großloge von Österreich, Ferdinand Cap, Altstuhlmeister GL von Österreich, Rüdiger Vonwiller, Altstuhlmeister GL von Österreich
- Die Dialogteilnehmer der theologischen Kommission der Katholischen Kirche
  - Johannes B. de Toth, Apostolischer Pronotar, Domherr vom Lateran, Rom, Engelbert Schwarzbauer, Päpstlicher Hausprälat, Theologieprofessor aus Linz/Donau, Herbert Vorgrimler, Professor für Dogmatik an der Theologischen Fakultät Luzern und Mitarbeiter des Päpstlichen Rates für den Dialog mit den Nichtglaubenden.

### Nachwirkungen, weitere Gespräche zwischen Kirche und Freimaurern
Das Kirchenrecht wurde formal entschärft: Im Juli 1974 bestimmt ein Brief des Präfekten der Glaubenskongregation Franjo Šeper an die Vorsitzenden der Bischofskonferenzen: Die Exkommunikationsvorschrift (CIC, Canon 2335) betrifft nur die Katholiken, „die Organisationen beitreten, die sich gegen die Kirche verschwören“. In der Neufassung des CIC, 27. November 1983, wird die Freimaurerei nicht mehr explizit erwähnt.
1974 bis 1980 fanden offizielle Gespräche einer Arbeitsgruppe der Deutschen Bischofskonferenz und einer Delegation der deutschen Freimaurer (Bereich VGLvD) statt. Diese endeten am 12. Mai 1980 mit einer einseitigen Erklärung der Bischofskonferenz, die feststellt: „Eine Zugehörigkeit [zur Freimaurerei] stellt die Grundlagen christlicher Existenz in Frage“ und im Schlusssatz: „Die gleichzeitige Zugehörigkeit zur Katholischen Kirche und zur Freimaurerei ist ausgeschlossen.“ Die Freimaurer hatten den Kirchenvertretern die Rituale der drei Johannisgrade überlassen. Die Bewertung der Bischofskonferenz, von den Freimaurern als Rückschritt hinter die Dialogergebnisse von Lichtenau empfunden, wurde zurückgewiesen. Joachim Müller zeigt Verständnis für die Reaktionen der Freimaurer: „Verständlich daher die Reaktionen der Freimaurerlogen in Deutschland.“ In der Stellungnahme von Jürgen Holtorf, Großmeister, wird bedauert, dass der begonnene Dialog mit einer derartig einseitigen Erklärung endet. Angefügt ist die Erklärung, „dass die Gesetze der Freimaurer jedem Katholiken gestatten, Freimaurer zu werden und zwar ohne Beeinträchtigung oder Beeinflussung in der Ausübung seines Glaubens!“

### Zur Bedeutung der Erklärung der ‚Kongregation für die Glaubenslehre‘ von 1983
Am 26. November 1983, einen Tag vor dem Inkrafttreten des novellierten CIC, veröffentlichte die Glaubenskongregation die vom damaligen Präfekten Joseph Kardinal Ratzinger (2005–2013: Benedikt XVI.) unterzeichnete und von Papst Johannes Paul II. genehmigte Erklärung Declaratio de associationibus massonicis (‚Erklärung zu den freimaurerischen Vereinigungen‘). Die Erklärung bestätigt nicht nur die Feststellung der Deutschen Bischofskonferenz vom Mai 1980 und stellt dazu fest: „Das negative Urteil der Kirche über die freimaurerischen Vereinigungen bleibt also unverändert, weil ihre Prinzipien immer als unvereinbar mit der Lehre der Kirche betrachtet wurden“, sondern spricht sogar eine „Strafbewehrung“ aus: „Die Gläubigen, die freimaurerischen Vereinigungen angehören, befinden sich also im Stand der schweren Sünde und können nicht die heilige Kommunion empfangen.“.
Mit dem Dekret von 1983 und seiner erläuternden Bestimmung: „Autoritäten der Ortskirche steht es nicht zu, sich über das Wesen freimaurerischer Vereinigungen in einem Urteil zu äußern, das das oben Bestimmte außer Kraft setzt“, ist es auch Amtspersonen der katholischen Kirche verwehrt, den Versöhnungsgedanken der Lichtenauer Erklärung weiterzutragen. Die Erklärung wird vor allem in konservativen Kreisen kritisiert. So bezeichnete sie z. B. der Theologe David Berger im Jahre 2006 als verhängnisvoll: „Die verhängnisvolle Lichtenauer Erklärung geht im Wesentlichen auf Vorgrimlers Initiativen zurück“. Im Jahre 2010 relativierte er jedoch seine Aussagen zur Freimaurerei, lobte diese für ihren „Einsatz für Freiheit, Gleichheit, Toleranz und Humanität“ und kritisierte die Erklärung der Glaubenskongregation als „vergangenheitsorientiert“.
Zur Erklärung der Glaubenskongregation von 1983 wurden verschiedene kirchenrechtliche Gutachten eingeholt, die zu kontroversen Ergebnissen führten. Unumstritten ist, dass die Erklärung der Glaubenskongregation von 1983 „keine rechtssetzende Qualität“ besitzt und als ein „moralisches Gesetz“ anzusehen sind. Ebenso unstrittig ist auch, dass „das in der Erklärung normierte Verbot, als katholischer Christ einer Freimaurerloge beizutreten, zu beachten ist. Dasselbe gilt für das in Richtung auf andere kirchliche Autoritäten formulierte Verbot der öffentlichen Erklärung abweichender Meinungsäußerungen.“
Der Theologe Hans Küng setzt sich in einer veröffentlichten Rede „Freimaurertum und Kirche“ mit der Lichtenauer Erklärung und der Declaratio auseinander und kommt zum Ergebnis: „Mit vielen anderen in allen christlichen Kirchen teile ich die Überzeugung, dass ein Christ Freimaurer sein kann und ein Freimaurer Christ.“ Die Frage: „Kann ein Christ Freimaurer sein?“ beantwortet der Freimaurer Rolf Appel „klar mit Ja“: „Die Freimaurer meinen mit Humanität die freie Entfaltung der Persönlichkeit, die Selbsterziehung, die Verwirklichung des Menschen in einer freien, menschenwürdigen Gesellschaft, die den Schutz des Schwachen einschließt, den Ausgleich der Interessen, den Einsatz gegen soziale Ungerechtigkeit und die Bereitschaft zu helfendem Handeln.“

## Aktuelle Relevanz der Lichtenauer Erklärung
Die Feststellung der Deutschen Bischofskonferenz, dass die Lichtenauer Erklärung „keinerlei kirchliche Autorisierung erhalten“ habe, so der Pressedienst des Sekretariates der Deutschen Bischofskonferenz vom 12. Mai 1980, gilt bis in die Gegenwart.
Von Seiten der deutschen Freimaurerei wurde diese Haltung zunächst bedauert. Heute ist von Seiten der Vereinigten Großlogen von Deutschland (VGLvD) eine Wiederbelebung des Dialogs nicht zu erkennen. Gleichwohl wirkt der mit dem II. Vatikanische Konzil begonnene Prozess der Annäherung zwischen der Freimaurerei und der katholischen Kirche fort. In der Neufassung des CIC wird die Freimaurerei nicht mehr explizit erwähnt. Eine Stellungnahme der Glaubenskongregation vom 26. November 1983 über die Vereinbarkeit der Freimaurerei mit dem christlichen Glauben, welche bis heute unverändert vom Vatikan veröffentlicht wird (auf Deutsch übrigens erstmals am 8. Februar 2011), erklärt jedoch unverändert Freimaurer als im Status der schweren Sünde lebend und somit exkommuniziert. In der „Vollständigen Liste der Dokumente“ der Kongregation für die Glaubenslehre findet sich zu diesem Thema keine anderslautende Veröffentlichung, woraus sich die Gültigkeit der Exkommunikation der Freimaurer auch heute noch ergibt.